# Панічний розлад
Панічний розлад — психологічний і поведінковий тривожний розлад, якому притаманні повторювані несподівані панічні атаки (раптові періоди сильного страху, що можуть включати прискорене серцебиття, підвищену пітливість, тремтіння, задишку, оніміння або відчуття, що має статися щось жахливе). Гостра частина триває кілька хвилин. Можуть виникати страхи повторення атак і бажання уникати місць, де атаки відбувалися(агорафобія). 

## Причини
Причини панічного розладу різні. Зокрема, панічний розлад є крайньою ступіню тривожного розладу, хронічного емоційного перенапруження(стресів) та інших неврозів. Часто панічний розлад є сімейним явищем. До факторів ризику належать: куріння, психологічний стрес та жорстоке поводження в дитинстві. Діагностика передбачає виключення інших потенційних причин тривоги, зокрема інших психічних розладів, захворювань (наприклад, серцевих або гіпертиреоїдизму), вживання наркотиків. Скринінг захворювання можна провести за допомогою анкети.

## Діагностика
Діагностичні критерії від МКХ-10:
Суттєвою ознакою є періодичні напади сильної тривоги (паніки), які не спровоковані якоюсь конкретною активною ситуацією чи сукупністю обставин, і тому є нелогічними.
Домінантними симптомами є:
- раптова поява серцебиття[en];
- біль у грудях;
- відчуття задухи;
- заморока[en] (запаморочення);
- відчуття нереальності (деперсоналізація або дереалізація);
- вторинний страх вмирання[en], втрати контролю або божеволення.

## Лікування
Найефективнішою є когнітивно-поведінкова терапія ,десенсибілізація. У важких випадках призначають медикаменти (антидепресанти, іноді бензодіазепіни та бета-блокатори). Однак, після припинення прийому медикаментів  багато людей мають рецидив, оскільки ліки лише усувають симптоми. Повне позбавлення від панічного розладу можливе лише після усунення причини.
Панічний розлад у якийсь період життя переживає близько 2,5% людей. Зазвичай він з'являється у підлітковому віці або під час раннього дорослішання, але може статися у будь-якому віці (хоча рідко у дітей та літніх людей). Частіше стається у жінок, ніж у чоловіків.
Деяким людям задля зменшення тривоги може допомогти зниження, або повна відмова від, вживання кофеїну. Адже тривожність може тимчасово посилюватись під час дії збудження організму від кофеїну.